# Бильєв Дмитро Сергійович
Дмитро Сергійович Бильєв (нар. 10 листопада 1988) — український дипломат. Тимчасовий повірений у справах України в Йорданському Хашимітському Королівстві.

## Життєпис
Народився 10 листопада 1988 року. У 2011 році закінчив магістратуру з міжнародних відносин, Одеського національного університету імені І. І. Мечникова.
У 2011—2013 рр. — на дипломатичній роботі в Міністерстві закордонних справ України
У 2013—2015 рр. — працював у Посольстві України в ОАЕ, Абу-Дабі
У 2015—2018 рр. — співробітник Постійного представництва України при ООН, Нью-Йорк, США
У 2018—2019 рр. — співробітник Політичного департаменту, Міністерства закордонних справ України, Київ.
У 2019 році — перший секретар з політичних питань, Тимчасовий повірений у справах України в Йорданському Хашимітському Королівстві, Амман.
19 вересня 2019 року в приміщенні Посольства України в Йорданії провів зустріч української громади з Віолетою Москалу, засновницею Global Ukraine, PhD, викладачкою Лотаринського університету у Франції. На якій вручив Віолеті Москалу книгу «Важливі етапи йорданські-українських відносин», відмітив позитивний досвід роботи та креативність напрацювання засновниці міжнародної організації та побажав подальших успіхів.